# Vohlisaari (ö i Egentliga Tavastland, Tavastehus, lat 60,94, long 24,11)
Vohlisaari är en ö i Finland. Den ligger i sjön Renkajärvi och i kommunen Hattula i den ekonomiska regionen  Tavastehus ekonomiska region  och landskapet Egentliga Tavastland, i den södra delen av landet, 100 km nordväst om huvudstaden Helsingfors. Öns area är 1,9 hektar och dess största längd är 400 meter i sydöst-nordvästlig riktning.